# Епархия Гуарульюса
Епархия Гуарульюса (лат. Dioecesis Guaruliensis) — епархия Римско-Католической церкви с центром в городе Гуарульюс, Бразилия. Епархия Гуарульюса входит в митрополию Сан-Паулу. Кафедральным собором епархии Гуарульюса является церковь Непорочного зачатия Пресвятой Девы Марии.

## История
30 января 1981 года Римский папа Иоанн Павел II издал буллу Plane intellegitur, которой учредил епархию Гуарульюса, выделив её из епархии Можи-дас-Крузиса.

## Ординарии епархии
- епископ João Bergese (11.02.1981 — 5.05.1991), назначен архиепископом Позу-Алегри
- епископ Luiz Gonzaga Bergonzini (4.12.1991 — 23.11.2011)
- епископ Joaquim Justino Carreira (23.11.2011 — † 1.09.2013)
- епископ Edmilson Amador Caetano, O. Cist. (с 29.01.2014)

## Источник
- Annuario Pontificio, Libreria Editrice Vaticana, Città del Vaticano, 2003, ISBN 88-209-7422-3
- Булла Plane intellegitur  (лат.)